# Независимый дух
«Независимый дух» (англ. Independent Spirit) — американская кинопремия, ориентированная, в первую очередь, на американское независимое кино. Существует с 1984 года, причём первое время называлась FINDIE Awards (Friends of Independents — друзья независимых (режиссёров). Нынешнее название носит с 1986 года. С 2006 года лауреату вручается металлическая статуэтка в виде птицы, сидящей на столбе.
«Независимый дух» вручается некоммерческой организацией Film Independent.
Церемония награждения проходит в Санта-Монике, штат Калифорния накануне вручения «Оскаров» (до 1999 года — в последнюю субботу перед вручением «Оскаров»). Тем самым, «Независимый дух» как бы противопоставляется наградам киноакадемии.

## Список номинаций

### Действующие номинации
- Лучший фильм (Best Film) (с 1986)
- Лучший режиссёр (Best Director) (с 1986)
- Лучшая главная роль[англ.] (Best Lead Performance) (с 2023)
- Лучшая роль второго плана[англ.] (Best Supporting Performance) (с 2023)
- Лучшая операторская работа (Best Cinematography) (с 1986)
- Лучший документальный фильм (Best Documentary Feature) (с 2001)
- Лучший дебютный фильм (Best First Feature) (с 1986)
- Лучший сценарий (Best Screenplay) (с 1986)
- Лучший дебютный сценарий (Best First Screenplay) (с 1995)
- Лучший иностранный фильм (Best Foreign Film) (с 1986)
- Лучший монтаж (Best Editing) (с 2014)
- Приз Джона Кассаветиса (John Cassavetes Award) (1991, с 2000)[6]
- Приз Роберта Олтмена (Robert Altman Award) (с 2007)[7]
- Someone to Watch Award (с 1995)[8]
- Лучший продюсер (Piaget Producers Award) (с 1998)
- Truer Than Fiction Award (с 1997)
- Специальный отличительный приз (Special Distinction Award) (с 1986)

### Устаревшие номинации
- Друг (Friend of Independents Award) (1991)
- Лучшая музыка (Best Film Music) (1992)
- Лучший оригинальный саундтрек (Best Original Score) (1993)
- Лучший дебют (Best Debut Performance) (1995—2006)
- Лучшая мужская роль (Best Male Lead) (1986—2022)
- Лучшая мужская роль второго плана (Best Supporting Male) (1988—2022)
- Лучшая женская роль (Best Female Lead) (1986—2022)
- Лучшая женская роль второго плана (Best Supporting Female) (1988—2022)